# William Reynolds (acteur)
Pour les articles homonymes, voir William Reynolds et Reynolds.
William Reynolds est un acteur américain né le 9 décembre 1931 à Los Angeles (Californie) et mort le 24 août 2022 à Wildomar (Californie),.

## Filmographie partielle
- 1951 : Ma fille n'est pas un ange (Dear Brat) de William A. Seiter
- 1951 : Le Renard du désert (The Desert Fox: the Story of Rommel) de Henry Hathaway
- 1951 : Discrétion assurée (No Questions Asked) de Harold F. Kress
- 1952 : Un amour désespéré (Carrie) de William Wyler : George Hurstwood, Jr.
- 1953 : Le Gentilhomme de la Louisiane
- 1955 : Tout ce que le ciel permet (All That Heaven Allows) de Douglas Sirk : Ned Scott
- 1956 : Demain est un autre jour (There's Always Tomorrow) de Douglas Sirk : Vincent 'Vinnie' Groves
- 1956 : Brisants humains (Away All Boats) de Joseph Pevney : Enseigne Kruger
- 1957 : L'Extravagant Monsieur Cory (Mister Cory) de Blake Edwards : Alex Wyncott
- 1964 : La Charge de la huitième brigade (A Distant Trumpet) de Raoul Walsh : lieutenant Teddy Mainwarring
- 1966 : Demain des hommes (Follow Me, Boys!) de Norman Tokar
- La quatrième dimension saison 1 épisode n° 19